# District de Lichtenberg
Le district de Lichtenberg est l'une des anciennes subdivision administratives de Berlin créée lors de la constitution du « Grand Berlin » en 1920.

Après la Seconde Guerre mondiale, elle fera partie du secteur d'occupation soviétique de Berlin-Est, qui correspondait alors aux actuelles quartiers de :
- 1101 Friedrichsfelde
- 1102 Karlshorst
- 1103 Lichtenberg
- 1111 Fennpfuhl
- 1112 Rummelsburg

Ainsi que de l'actuel arrondissement de Marzahn-Hellersdorf qui en formait les quartiers est.
Ces derniers en seront détachés pour créer le district de Marzahn en 1977, qui sera lui-même amputé de sa partie orientale pour constituer le district de Hellersdorf en 1986.
Lors de la réforme de 2001, le district fut regroupé avec celui de Hohenschönhausen pour former l'arrondissement de Lichtenberg.